# یواس‌ال‌اچ‌تی شابریک (۱۸۶۵)
یواس‌ال‌ایچ‌تی شابریک (۱۸۶۵) (به انگلیسی: USLHT Shubrick (1865)) یک کشتی بود که طول آن ۱۴۰ فوت ۸ اینچ (۴۲٫۸۸ متر) بود. این کشتی در سال ۱۸۵۷ ساخته شد.